# Chiesa di Sant'Angelo a Lecore
La chiesa di Sant'Angelo a Lecore è un edificio religioso situato a Sant'Angelo a Lecore, nel comune di Signa, in provincia di Firenze.

## Storia
Nel primo millennio dell'era cristiana, nel luogo dov'è ubicata adesso la chiesa, sorgeva un oratorio intitolato a San Michele Arcangelo. Poco distante da qui, in passato, vennero rinvenuti dei resti di un edificio parrocchiale probabilmente intitolato a San Biagio.
Intorno all'anno mille la chiesa di Sant'Angelo risultava appartenere già al vescovo di Firenze. Successivamente il patronato passava dalla famiglia Pulci a quella dei Soldi, per poi finire alle monache fiorentine di Sant'Orsola ed alla famiglia Carnesecchi. Nel 1693, diveniva proprietà dei Bardi di Vernio.
Nel 1712 ricevette il titolo di prioria e, nel 1943 venne restaurata.

## Descrizione
L'edificio presenta una struttura esterna con portale rettangolare inquadrato da stipiti realizzati in pietra serena. Sulla controfacciata vi è un dipinto di Santa Caterina da Siena del 1943, ad opera del pittore Ermanno Toschi. All'interno il San Biagio, del 1900 è di Maria Lori. Sulla parete sinistra vi è la cappella con la Deposizione, opera di Piero Bargellini (1992). 
La cappella a destra dell'altare maggiore ospita una tela cinquecentesca con San Macario in trono tra i santi Girolamo e Francesco d'Assisi, opera di Giovanni Bizzelli realizzata fra il 1585 e il 1590.
Sull'altare maggiore vi è un Crocifisso in cartapesta dipinta, risalente al XVIII secolo.
Nella cappella sinistra del transetto vi è una tela raffigurante la Madonna col Bambino, santi, devoti e i misteri del rosario, realizzata da Bernardino Monaldi nel 1589. 
Al centro della parete destra si trova l'altare con Madonna col Bambino di stile rinascimentale. Il fonte battesimale è in terracotta dipinta raffigurante il Battesimo di Cristo, eseguito da padre E. Rossi nel XX secolo.
Il campanile è stato restaurato nel 2023 ed è stata aggiunta una nuova campana fusa dalla Premiata Fonderia De Poli che va ad integrarsi alle 3 campane esistenti,la maggiore è datata 1863.

## La cappella di San Macario
Adiacente alla chiesa si trova la cappella eretta nel 1576 quale sede dell'antica Compagnia di San Macario, fondata il 12 dicembre 1584 e soppressa al tempo di Pietro Leopoldo. All'interno vi è una scultura lignea del Cristo morto, risalente al XVIII secolo.